# Readme
Readme – plik tekstowy, dołączany zazwyczaj do programu komputerowego.
Zawiera on zwykle dokumentację programu, licencję, prawa autorskie lub informacje techniczne takie jak: wymagania sprzętowe czy opis obsługi programu (np. klawiszologia w grach komputerowych lub skróty klawiaturowe). Zazwyczaj w formacie zwykłego tekstu niesformatowanego (*.txt), czasem w formacie RTF. Często występuje w języku angielskim.
W większości przypadków nosi nazwę: Readme.txt, README.TXT, read.me, readme, README lub podobne. W przypadku polskich aplikacji najczęściej stosuje się nazwę podobną do CZYTAJTO.txt.